# マーライオン

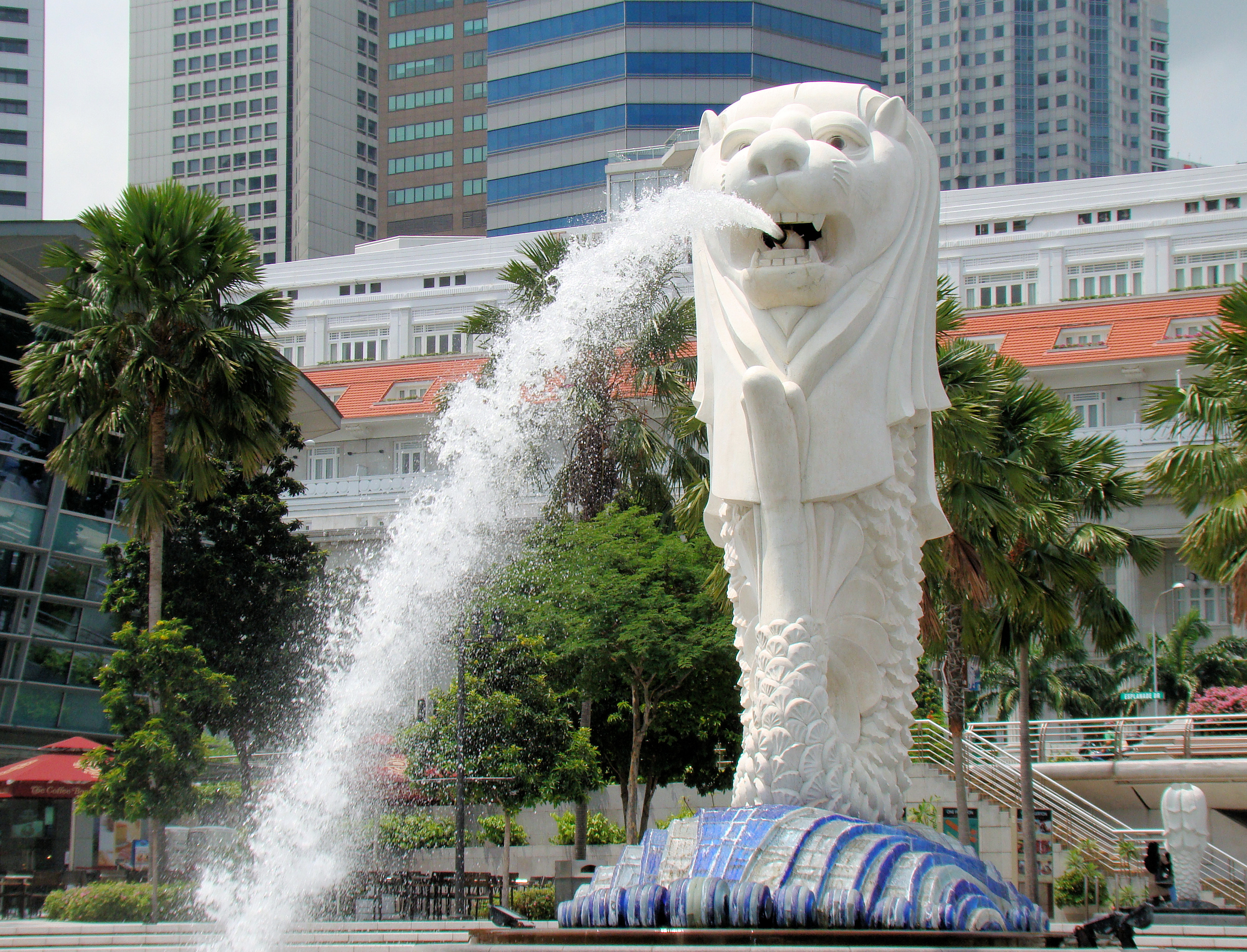
シンガポールのマーライオン公園に設置されているマーライオン

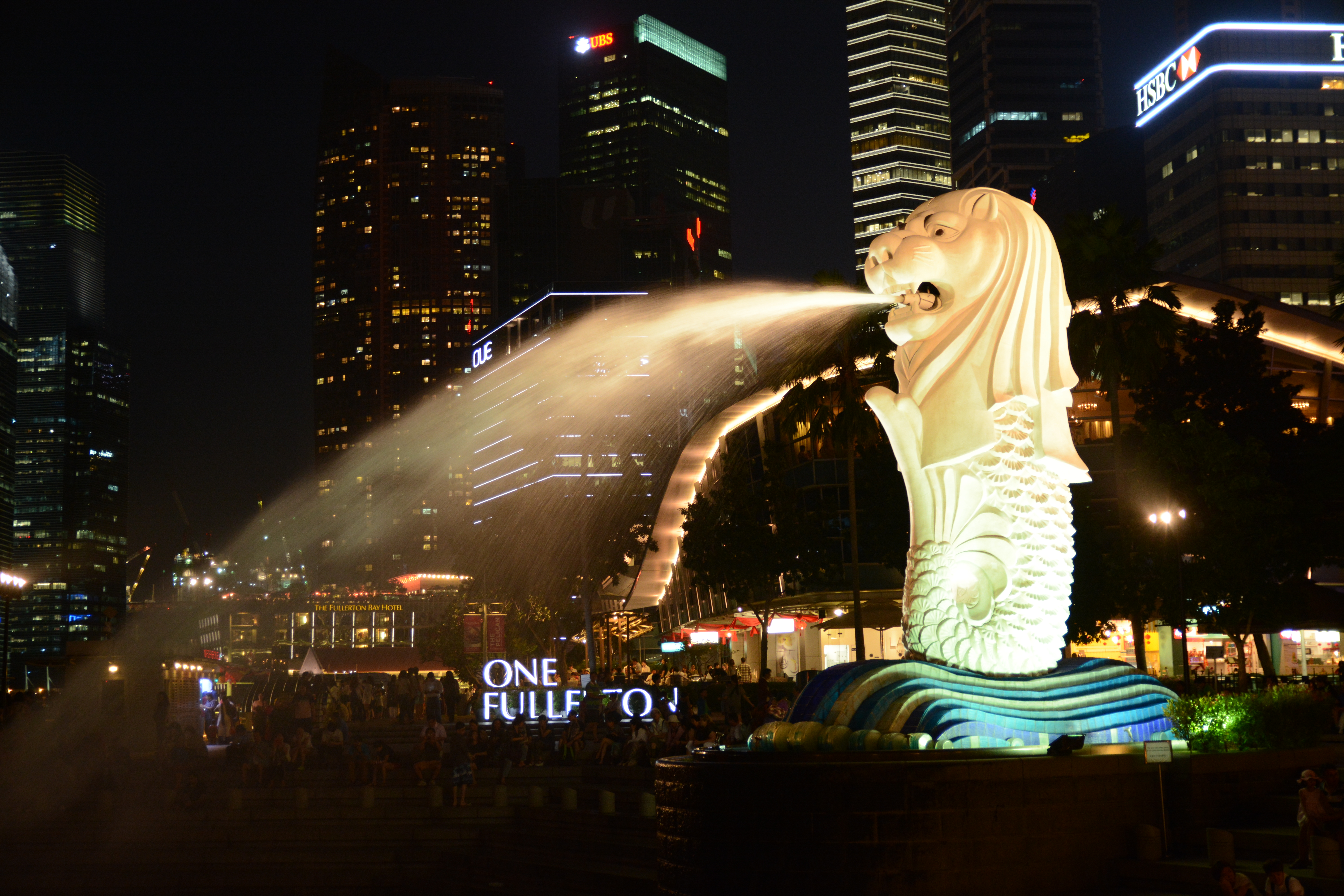
夜景を背にしたマーライオン公園のマーライオン

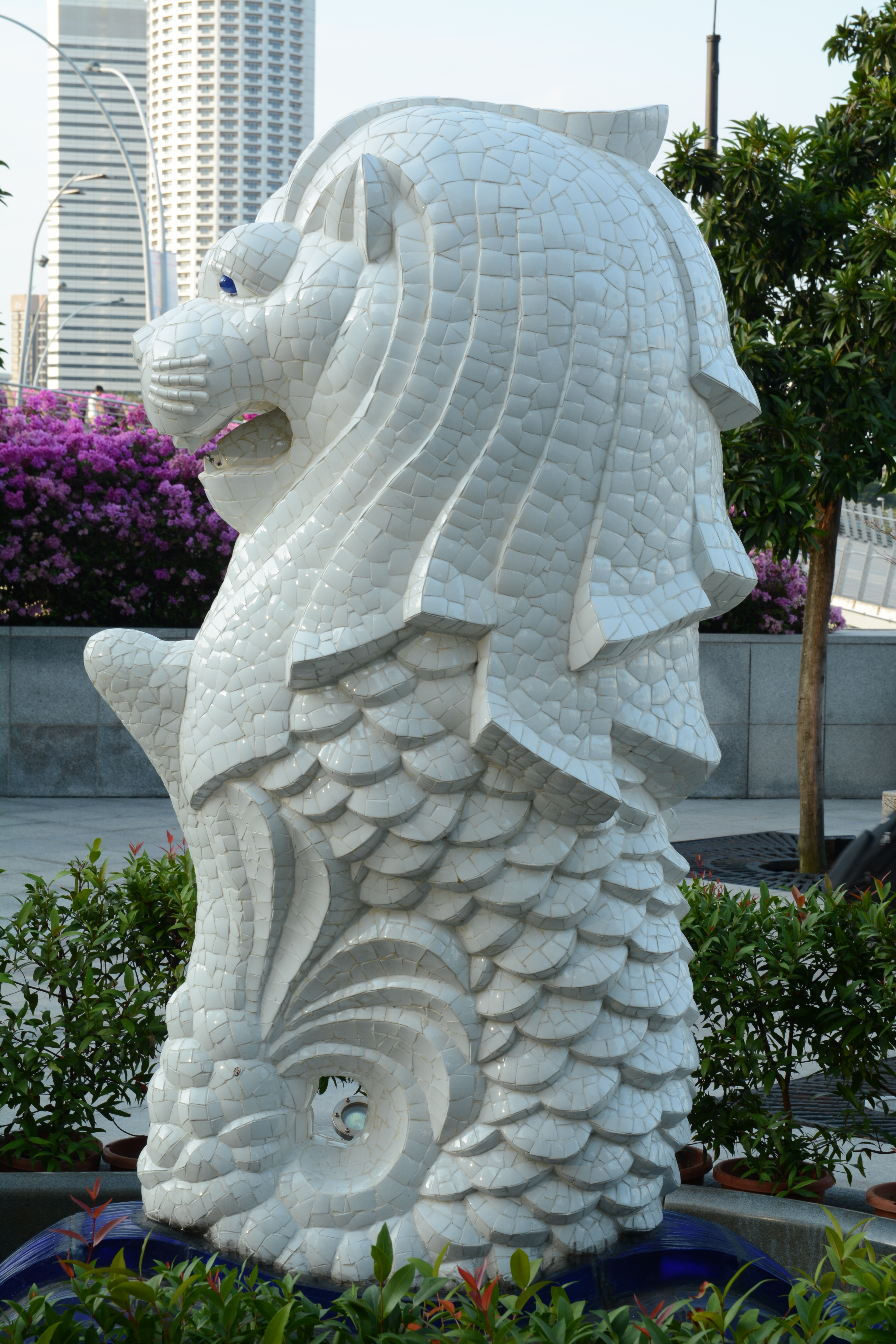
背後にあるミニマーライオン

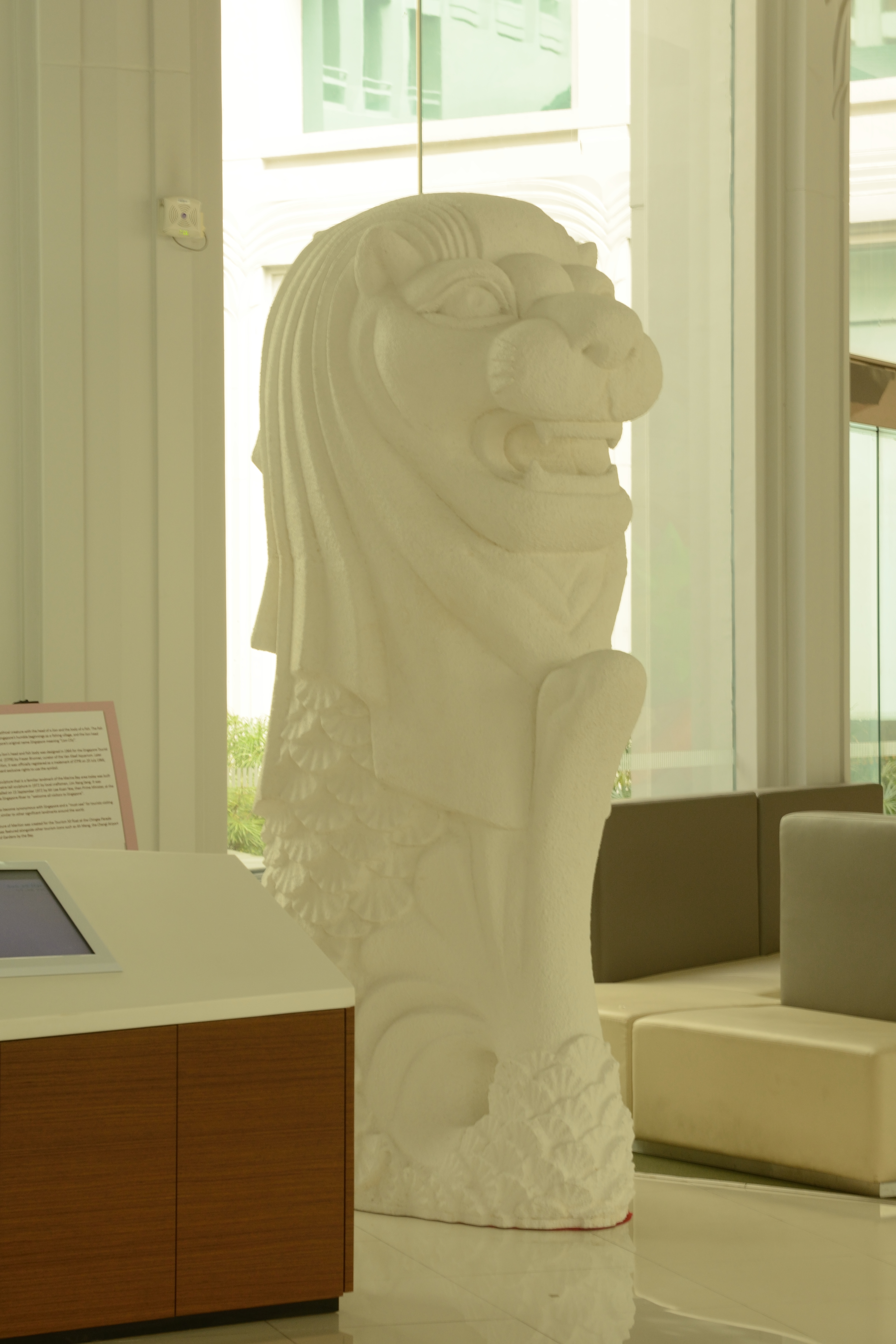
シンガポール政府観光局のマーライオン

マーライオン（Merlion）は、シンガポールにある上半身がライオン、下半身は魚の像である。材質は全身コンクリート製で、波を象った台の上に乗り、口から水を吐いている。

## 概要
シンガポールの象徴的存在であり、マーメイドとライオン＝ Mermaid の maid の部分を lion に置き換えた、英語語彙の造語である。
また、英語の mermaid という語形を見て、“海”の mer- が入っているため、 フランス語の「海」 Mer と、シンガポールの名の元になったライオンを合体させたものと度々勘違いされるが、シンガポールはヨーロッパの言語に関して言えば「英語しか通用しない国」 であり、フランス語とは無関係である。
マーライオンは世界遺産には登録されていない。

## 歴史
像は、1972年に当時記念物委員会の会員であり、ヴァン・クリーフ水族館の館長でもあったフレイザー・ブルーナーにより設計され、地元の彫刻家のリム・ナン・センによってアンダーソン橋近く
の川沿いに作られた。当初は水を常時吹き出しており観光名所であったが、ポンプの故障で水が出なくなり、また近くに橋が架けられ正面から見えなくなった。
しかしその後、2002年5月8日に海際に新設されたマーライオン・ピアに移転され、9月15日には正面から見えるように桟橋もつけられた。故障していたポンプも修理され、再び水もほぼ常時吹き出すようになり、徐々に人気を取り戻している。
2009年2月28日、落雷によりたてがみと右の耳、土台の一部を破損する災難に見舞われる。事故の直後、居合わせた30人前後の観光客が飛散した破片から避けようと逃げ惑う騒ぎになったが、けが人は出なかった。
2010年のシンガポールユースオリンピックではマーライオンの子マーリー（Merly）が大会マスコットの一つに設定された。

## 由来
11世紀にマレーシアの王族が対岸に見える大地を目指して航海の旅に出た際、途中で海が激しく荒れ、王族が被っている王冠を海に投げたところ、海は静まり無事にその大地にたどり着くことができた。その時、ライオンが現れて、王族にその大地を治める事を許して立ち去った。マーライオンの頭部はこのときのライオンを表している。
また魚の尾は、古代都市テマセック（ジャワ語で「海」）を象徴している。王族は、その大地を「ライオン(Singa)の都市(Pura)」を意味する「Singapura(シンガプーラ)」と名づけ、マーライオンを国の守り神として祭ったという伝説がある。セントーサ島にある「マーライオンタワー」では、このマーライオン誕生の歴史について映像形式で見る事ができる。

## ミニマーライオン・マーライオンタワー

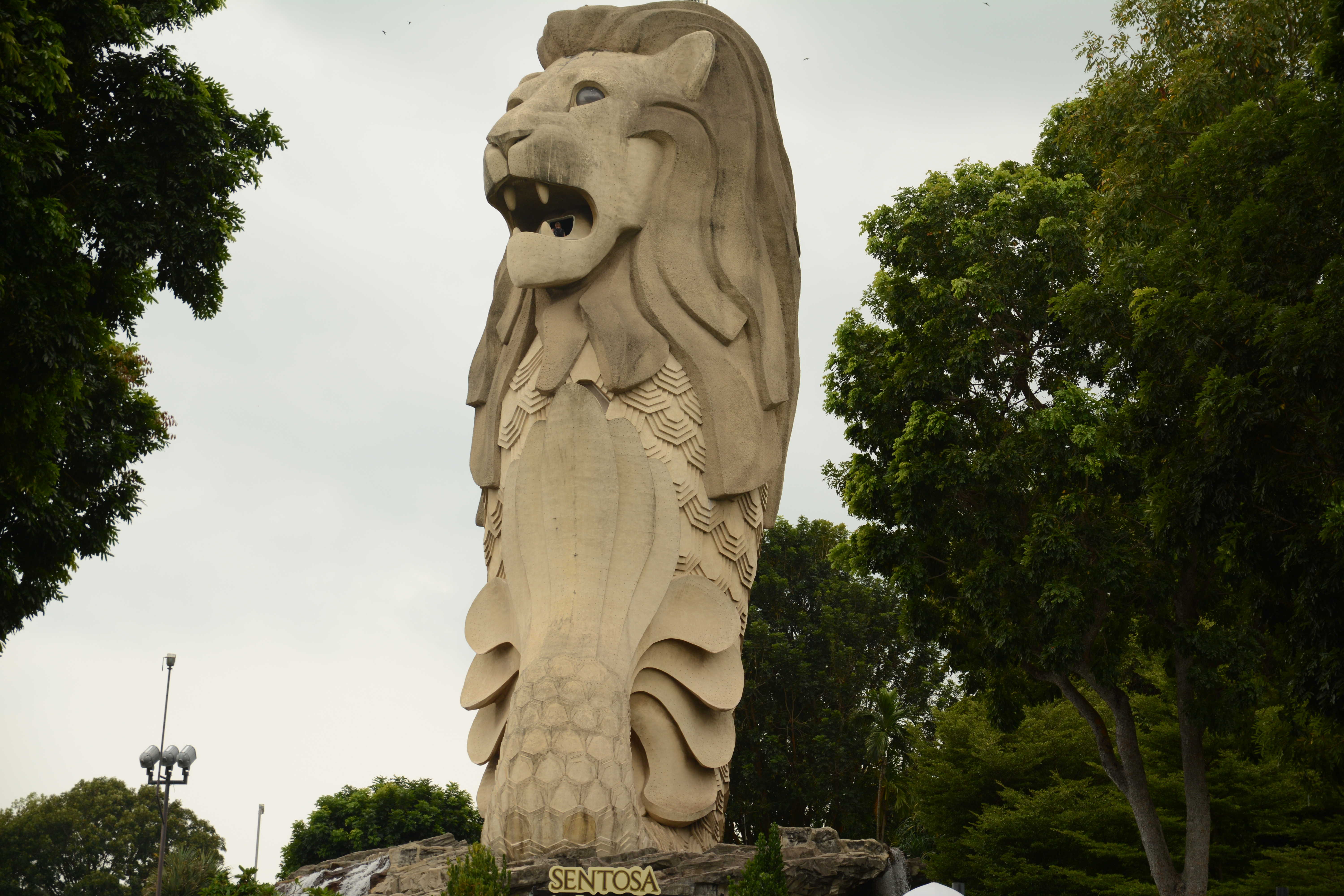
セントーサ島のマーライオンタワー

本家は高さ8mほどの像であるが、セントーサ島には、人が登れる37mの「マーライオンタワー」もある。
タワー内部は、前述の誕生史映像など、マーライオンについて広範囲に学べるギャラリーとなっている。また、エレベーターで口中と頭上に登ることができる。
夜間はライトアップされる。
かつては、ミュージカルショーの一環として夜の一定時刻に目からレーザー光を放っていた。
マーライオンタワーは、セントーサ島の再開発計画に伴い、2019年10月で営業を終了し、解体されることになっている。
なお、シンガポールには計7つのマーライオンがあり、本家、セントーサ島の他は、本家の背後のミニマーライオン、シンガポール政府観光局本局の前、フェーバー山、アン・モ・キオ公団団地にある。